# Alfred Mitchell-Innes
Alfred Mitchell-Innes (* 30. Juni 1864 in Edinburgh; † 13. Februar 1950) war ein  britischer Diplomat, Wirtschaftswissenschaftler und Autor.

## Familie

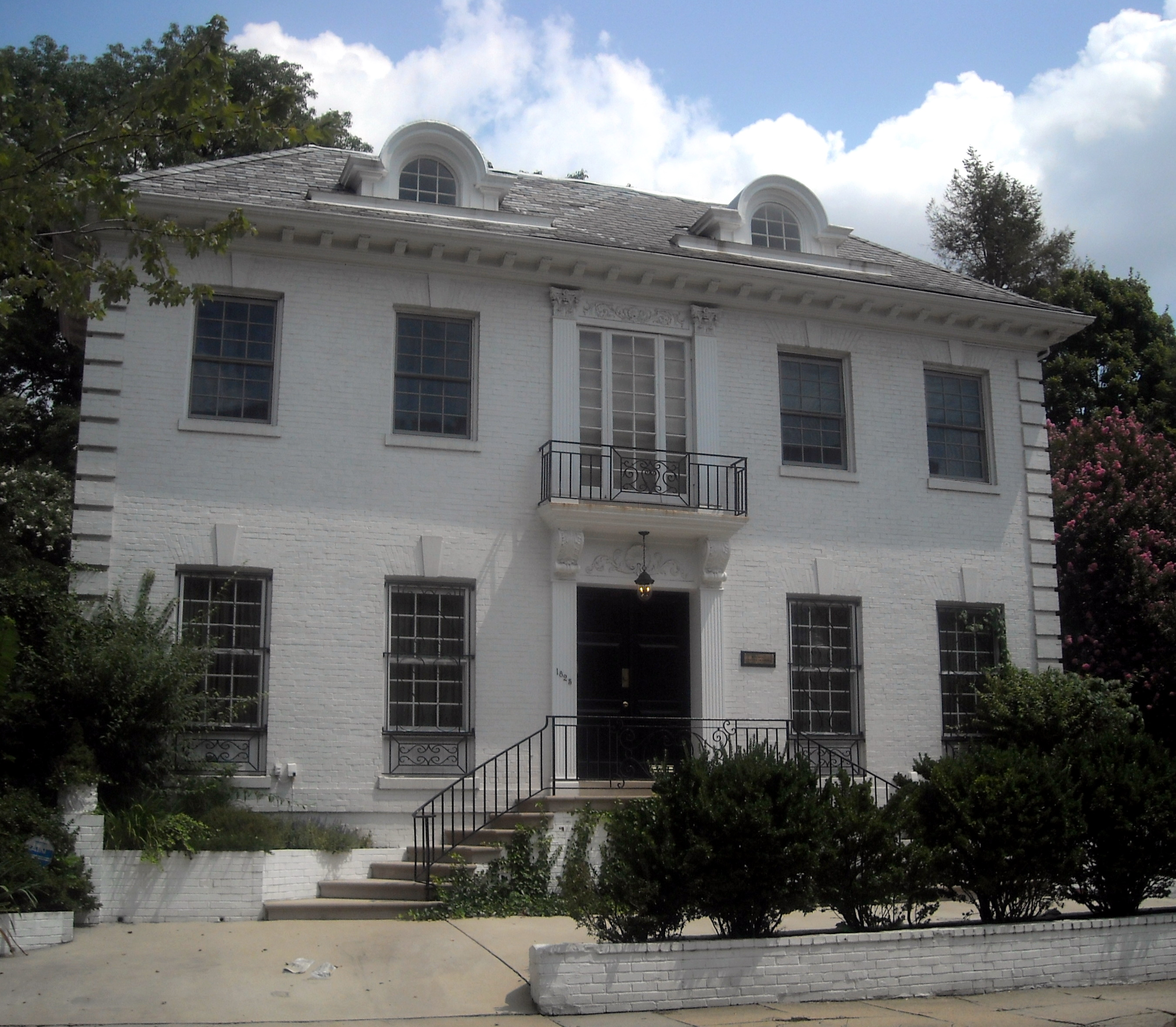
Ehemaliger Wohnsitz von Alfred Mitchell-Innes in Washington, D.C.

Mitchell-Innes war das jüngste Kind von Alexander Mitchell-Innes (1811–1866) und dessen zweiten Ehefrau Fanny Augusta (1821–1902). Er heiratete (in zweiter Ehe) im Jahr 1919 Eveline († 28. Dezember 1946), Tochter von Sir William Miller, 1. Baronet.

## Karriere
Privat erzogen, trat er im Jahre 1890 in den britischen diplomatischen Dienst ein und arbeitete ab 1891 in Kairo. Im Jahr 1896 wurde er Finanzberater von Chulalongkorn dem Großen, dem König von Siam. Im Jahre 1899 wurde er zum Unterstaatssekretär für Finanzen in Ägypten berufen und war Botschaftsrat in der britischen Botschaft in Washington, D.C. in den Jahren von 1908 bis 1913. 1913–1919 war er in Uruguay tätig, danach trat er den Ruhestand an.
Während er in Washington lebte, schrieb er zwei Artikel über Geld und Kredit für The Banking Law Journal. Der erste, Was ist Geld?, erhielt eine positive Rezension von John Maynard Keynes, welches zu der Publikation des zweiten Artikels führte, Credit Theory of Money. Lange vergessen und Jahrzehnte später wiederentdeckt gelten die Artikel etwa für L. Randall Wray als „das beste Paar Artikel, welches über die Natur des Geldes im zwanzigsten Jahrhundert geschrieben wurden“.
Mitchell-Innes schreibt in Was ist Geld?, dass die in den Wirtschaftswissenschaften vorherrschenden Vorstellungen darüber, was Geld überhaupt sei, nie einer Tatsachenüberprüfung unterzogen wurden. Laut Mitchell-Innes gingen viele Veröffentlichungen davon aus, dass Kredite eine moderne Erfindung seien und zuvor alles in bar gekauft wurde. Nach Mitchell-Innes war historisch genau das Gegenteil der Fall und Bargeld nahm u. a. im Mittelalter nur eine geringe Rolle ein. David Graeber bezieht sich in seinem Buch Schulden: Die ersten 5000 Jahre auf Mitchell-Innes' Schriften.
Im Ruhestand war er noch im Stadtrat von Bedford von 1921 bis 1931 sowie von 1934 bis 1947 tätig.

## Veröffentlichungen
- Love and The Law: a study of Oriental justice, Hibbert Journal, Januar 1913, S. 273–296.
- What is Money, The Banking Law Journal, May 1913, pp. 377–408
- The Credit Theory of Money, The Banking Law Journal, Vol. 31 (1914), Dec./Jan., pp. 151–168.
- Martyrdom in our Times: Two essays on prisons and punishments, Williams & Norgate: London, 1932.

## Referenzen
- Ruvigny and Raineval, The Marquis of: The Blood Royal of Britain – Tudor Roll, London, 1903, p. 550.
- Kelly's Handbook to the Titled, Landed, and Official Classes, 69th edition, London, 1943.
- Black, Adam & Charles: Who's Who, London, 1945, p. 1910.
- L. Randall Wray (Hrsg.): Credit and State Theories of Money: The Contributions of A. Mitchell Innes. Edward Elgar Publishing, 2004, ISBN 1-84376-513-6.
- Kampa, Alex: Money, Credit Conversion and the legacy of Mitchell-Innes, Godel Press, 2016, ISBN 978-99959-827-0-6.